# Liga Nacional da Nova Zelândia de 2024
A Liga Nacional Masculina da Nova Zelândia de 2024 foi a quarta temporada da Liga Nacional desde sua reestruturação em 2021. Dez clubes disputam a competição, com as vagas sendo decididas nas Ligas Qualificatórias. Quatro equipes classificam-se pela Liga Norte, três equipes classificam-se pela Liga Central e duas equipes classificam-se pela Liga Sul para a Liga Nacional. Cada equipe pode colocar no máximo quatro jogadores estrangeiros, bem como um jogador estrangeiro adicional que tenha nacionalidade de algum país membro da Confederação de Futebol da Oceania. Ao longo da temporada, cada equipe também deve garantir que os jogadores com 20 anos ou menos sejam escalados em ao menos 10% dos minutos de jogo disponíveis.
Os jogos das Ligas Qualificatórias foram anunciados em 1.º de março de 2024. A Liga Norte começou em 22 de março de 2024, com as ligas Central e Sul começaram no fim de semana seguinte, em 29 e 28 de março, respectivamente. As ligas Norte e Central terminou em 31 de agosto de 2024 e a Liga Sul terminou em 1 de setembro de 2024.
No início da temporada, foram anunciadas mudanças na estrutura da competição para a temporada de 2024 para acomodar o Auckland FC, que irá estrear na A-League na próxima temporada. Assim como o Wellington Phoenix, o Auckland FC também jogará com uma equipe reserva na Liga Norte e  terá vaga automática na Liga Nacional a partir de 2025, devido a requisitos da liga australiana. Para acomodar o Auckland FC, somente nesta temporada, a Liga Norte terá um play-off de rebaixamento entre o 10º colocado e o vice-campeão da NRFL Championship de 2024.
O Auckland City conquistou seu segundo título da Liga Nacional.

## Ligas Qualificatórias

### Liga Norte de 2024

#### Informações das equipes
Doze times competiram na liga - os dez melhores times da temporada anterior e os dois times promovidos do NFRL Championship de 2023. As equipes promovidas foram o Tauranga City e East Coast Bays. É a primeira temporada de Tauranga City e East Coast Bays na Liga Nacional. Eles substituíram o Takapuna (rebaixado após  dois anos na Liga Norte) e o Manukau United (rebaixado após três anos na Liga Norte).
| Equipe             | Estádio              | Localização     | Resultado em 2023              |
| ------------------ | -------------------- | --------------- | ------------------------------ |
| Auckland City      | Kiwitea Street       | Auckland        | 1º                             |
| Auckland United    | Keith Hay Park       | Auckland        | 3º                             |
| Bay Olympic        | Olympic Park         | Auckland        | 10º                            |
| Birkenhead United  | Shepherds Park       | Auckland        | 8º                             |
| East Coast Bays    | Bay City Park        | Auckland        | 2º na Championship (promovido) |
| Eastern Suburbs    | Madills Farm         | Auckland        | 2º                             |
| Hamilton Wanderers | Porritt Stadium      | Hamilton        | 6º                             |
| Manurewa           | War Memorial Park    | Auckland        | 4º                             |
| Melville United    | Gower Park           | Hamilton        | 9º                             |
| Tauranga City      | Links Avenue Reserve | Mount Maunganui | 1º na Championship (promovido) |
| West Coast Rangers | Fred Taylor Park     | Auckland        | 7º                             |
| Western Springs    | Seddon Fields        | Auckland        | 5º                             |

#### Classificação
Atualizado em 31 de agosto de 2024
| Pos | Equipes                | Pts | J  | V  | E | D  | GM | GS | SG  | Classificação ou rebaixamento                             |
| --- | ---------------------- | --- | -- | -- | - | -- | -- | -- | --- | --------------------------------------------------------- |
| 1   | Auckland City (C)      | 51  | 22 | 16 | 3 | 3  | 53 | 21 | +32 | Campeão da Liga Norte e classificado para a Liga Nacional |
| 2   | Western Springs (X)    | 46  | 22 | 14 | 4 | 4  | 52 | 30 | +22 | Classificado para a Liga Nacional                         |
| 3   | Eastern Suburbs (X)    | 44  | 22 | 14 | 2 | 6  | 38 | 20 | +18 | Classificado para a Liga Nacional                         |
| 4   | Birkenhead United (X)  | 43  | 22 | 13 | 4 | 5  | 54 | 31 | +23 | Classificado para a Liga Nacional                         |
| 5   | Auckland United        | 35  | 22 | 11 | 5 | 6  | 36 | 25 | +11 |                                                           |
| 6   | Bay Olympic            | 29  | 22 | 9  | 2 | 11 | 37 | 39 | -2  |                                                           |
| 7   | Tauranga City          | 25  | 22 | 7  | 4 | 11 | 38 | 56 | -18 |                                                           |
| 8   | West Coast Rangers     | 23  | 22 | 6  | 5 | 11 | 28 | 45 | -17 |                                                           |
| 9   | East Coast Bays        | 22  | 22 | 5  | 7 | 10 | 29 | 38 | -9  |                                                           |
| 10  | Manurewa (P)           | 19  | 22 | 5  | 4 | 13 | 41 | 56 | -15 | Play-off de rebaixamento                                  |
| 11  | Melville United (R)    | 18  | 22 | 6  | 0 | 16 | 29 | 54 | -25 | Rebaixado para a NRFL Championship                        |
| 12  | Hamilton Wanderers (R) | 14  | 22 | 2  | 8 | 12 | 28 | 48 | -20 | Rebaixado para a NRFL Championship                        |

 (C) Campeão e classificado para a Liga Nacional  

 (X) Classificado para a Liga Nacional  

 (P) Play-off de rebaixamento  

 (R) Rebaixado  

#### Confrontos
| Casa/Fora          | AC  | AU  | BO  | BU  | EC  | ES  | HW  | MR  | ME  | TC  | WC  | WS  |
| ------------------ | --- | --- | --- | --- | --- | --- | --- | --- | --- | --- | --- | --- |
| Auckland City      | -   | 0-0 | 0-1 | 2-2 | 1-0 | 1-0 | 3-1 | 3-2 | 7-3 | 3-1 | 2-1 | 2-1 |
| Auckland United    | 0-3 | -   | 0-0 | 2-4 | 2-0 | 0-1 | 3-0 | 2-2 | 1-0 | 4-2 | 6-1 | 0-2 |
| Bay Olympic        | 0-2 | 0-1 | -   | 1-2 | 2-1 | 2-1 | 3-3 | 7-2 | 0-5 | 1-5 | 4-2 | 2-0 |
| Birkenhead United  | 1-3 | 1-0 | 3-1 | -   | 0-0 | 1-2 | 0-0 | 3-2 | 2-0 | 3-3 | 3-1 | 4-1 |
| East Coast Bays    | 0-3 | 1-1 | 1-3 | 3-0 | -   | 1-3 | 2-2 | 0-3 | 2-0 | 4-2 | 1-2 | 0-2 |
| Eastern Suburbs    | 1-0 | 1-2 | 1-0 | 1-4 | 1-2 | -   | 1-0 | 3-0 | 1-0 | 4-3 | 2-0 | 1-2 |
| Hamilton Wanderers | 2-5 | 1-1 | 1-5 | 1-4 | 2-2 | 0-0 | -   | 3-3 | 1-2 | 2-0 | 2-1 | 2-4 |
| Manurewa           | 2-1 | 1-3 | 4-3 | 1-4 | 1-3 | 0-3 | 2-1 | -   | 7-1 | 0-0 | 1-2 | 1-2 |
| Melville United    | 2-3 | 1-2 | 1-0 | 1-4 | 2-0 | 0-4 | 2-1 | 4-2 | -   | 1-2 | 1-2 | 1-4 |
| Tauranga City      | 0-5 | 1-4 | 1-2 | 3-2 | 2-2 | 1-5 | 1-0 | 2-1 | 4-0 | -   | 2-1 | 1-4 |
| West Coast Rangers | 0-3 | 0-1 | 1-0 | 0-5 | 2-2 | 0-1 | 2-2 | 2-2 | 3-1 | 1-1 | -   | 2-2 |
| Western Springs    | 1-1 | 3-1 | 2-0 | 3-2 | 2-2 | 1-1 | 2-1 | 4-2 | 2-1 | 7-1 | 1-2 | -   |

 Azul=vitória do time da casa; Amarelo=empate; Vermelho=vitória do time visitante 

#### Play-off de rebaixamento
O play-off de rebaixamento foi disputado nos dias 14 e 21 de setembro de 2024 entre o Manurewa e o Manukau United, vice-campeão da NRFL Championship.

| Equipe 1 | Total          | Equipe 2       | 1.º jogo | 2.º jogo   |
| -------- | -------------- | -------------- | -------- | ---------- |
| Manurewa | 4-4 (4-2 pen.) | Manukau United | 4-2      | 0-2 (pro.) |

##### Partidas
| 14 de setembro de 2024 | Manurewa                                                        | 4-2       | Manukau United     | Auckland                            |  |
| 15:00                  | - Eber Ramirez 45+3', 52' - Hector Echague 76' - Rajav Bala 81' | Relatório | - Dylan Horgan 59' | Estádio: Manurewa War Memorial Park |  |

| 21 de setembro de 2024 | Manukau United | 2-0 (pro.) (2–4 pen.) | Manurewa           | Auckland                    |  |
| 15:00                  |                | Relatório             | - Ozawa 57', 90+6' | Estádio: Walter Massey Park |  |

4-4 no agregado. Manurewa venceu por 4-2 nos pênaltis, com isso ambos os clubes permanecem em suas respectivas ligas

#### Artilheiros
| Classificação | Jogador         | Clube              | Gols |
| ------------- | --------------- | ------------------ | ---- |
| 1             | Jake Mechell    | Eastern Suburbs    | 19   |
| 2             | Emiliano Tade   | Western Springs    | 14   |
| 2             | Monty Patterson | Birkenhead United  | 14   |
| 4             | Eber Ramirez    | Manurewa           | 13   |
| 5             | Jonty Bidois    | Tauranga City      | 12   |
| 6             | Dawson Straffon | Western Springs    | 11   |
| 7             | Liam Gillion    | Auckland City      | 10   |
| 7             | Ronaldo Munoz   | Hamilton Wanderers | 10   |

### Liga Central de 2024

#### Informações das equipes
Dez times competiram na liga - os nove melhores times da temporada anterior e o time promovido do repescagem de 2022 disputado entre os vencedores da Central Federation League e da Capital Premier de 2023. O vencedor da repescagem foi o Island Bay United. Esta é a sua primeira temporada na Liga Central, desde a reestruturação do futebol da Nova Zelândia em 2021. A equipe substituiu o Whanganui Athletic (rebaixado para a Central Federation League depois de uma temporada na Liga Central).
| Equipe                      | Estádio               | Localização        | Resultado em 2023                                |
| --------------------------- | --------------------- | ------------------ | ------------------------------------------------ |
| Island Bay United           | Wakefield Park        | Wellington         | 1º na Capital Premier (promovido via repescagem) |
| Miramar Rangers             | David Farrington Park | Wellington         | 7º                                               |
| Napier City Rovers          | Bluewater Stadium     | Napier             | 3º                                               |
| North Wellington            | Alex Moore Park       | Wellington         | 9º                                               |
| Petone                      | Memorial Park         | Petone, Lower Hutt | 4º                                               |
| Stop Out                    | Hutt Park             | Lower Hutt         | 8º                                               |
| Waterside Karori            | Karori Park           | Wellington         | 6º                                               |
| Wellington Olympic          | Wakefield Park        | Wellington         | 1º                                               |
| Wellington Phoenix Reserves | Fraser Park           | Lower Hutt         | 2º                                               |
| Western Suburbs             | Endeavour Park        | Porirua            | 5º                                               |

#### Classificação
Atualizado em 31 de agosto de 2024
| Pos | Equipes                     | Pts | J  | V  | E | D  | GM | GS | SG  | Classificação ou rebaixamento                               |
| --- | --------------------------- | --- | -- | -- | - | -- | -- | -- | --- | ----------------------------------------------------------- |
| 1   | Wellington Olympic (C)      | 51  | 18 | 17 | 0 | 1  | 79 | 16 | +63 | Campeão da Liga Central e classificado para a Liga Nacional |
| 2   | Western Suburbs (X)         | 40  | 18 | 13 | 1 | 4  | 54 | 24 | +30 | Classificado para a Liga Nacional                           |
| 3   | Napier City Rovers (X)      | 40  | 18 | 13 | 1 | 4  | 53 | 53 | +30 | Classificado para a Liga Nacional                           |
| 4   | Miramar Rangers             | 35  | 18 | 11 | 2 | 5  | 61 | 21 | +40 |                                                             |
| 5   | Wellington Phoenix Reserves | 24  | 18 | 7  | 3 | 8  | 32 | 38 | -6  | Tem classificação automática para a Liga Nacional           |
| 6   | Waterside Karori            | 24  | 18 | 7  | 3 | 8  | 33 | 46 | -13 |                                                             |
| 7   | Petone                      | 21  | 18 | 6  | 3 | 9  | 28 | 45 | -17 |                                                             |
| 8   | Island Bay United           | 12  | 18 | 4  | 0 | 14 | 25 | 64 | -39 |                                                             |
| 9   | North Wellington            | 9   | 18 | 2  | 3 | 13 | 23 | 63 | -40 |                                                             |
| 10  | Stop Out (R)                | 5   | 18 | 1  | 2 | 15 | 19 | 67 | -48 | Rebaixado para a Capital Premier/Central Federation League  |

 (C) Campeão e classificado para a Liga Nacional  

 (X) Classificado para a Liga Nacional  

 (R) Rebaixado  

1. ↑  Wellington Phoenix Reserves ganha vaga automática para a Liga Nacional devido a requisitos da A-League.[11]

#### Confrontos
| Casa/Fora                   | IB  | MR  | NC  | NW  | PT  | SO   | WK  | WO  | WP  | WS  |
| --------------------------- | --- | --- | --- | --- | --- | ---- | --- | --- | --- | --- |
| Island Bay United           | -   | 0-2 | 1-5 | 2-3 | 0-3 | 4-3  | 0-1 | 1-6 | 1-3 | 1-7 |
| Miramar Rangers             | 5-0 | -   | 2-3 | 8-1 | 1-1 | 10-0 | 4-3 | 0-1 | 4-0 | 3-2 |
| Napier City Rovers          | 3-1 | 2-3 | -   | 6-1 | 2-1 | 3-0  | 7-1 | 0-3 | 2-0 | 2-2 |
| North Wellington            | 1-4 | 0-6 | 2-3 | -   | 2-2 | 3-1  | 0-2 | 0-5 | 1-5 | 1-5 |
| Petone                      | 2-3 | 0-9 | 1-0 | 2-1 | -   | 3-2  | 2-1 | 1-5 | 2-2 | 1-3 |
| Stop Out                    | 3-4 | 0-2 | 0-2 | 1-1 | 1-3 | -    | 3-2 | 1-6 | 1-1 | 0-4 |
| Waterside Karori            | 2-1 | 1-1 | 1-5 | 3-3 | 2-1 | 4-1  | -   | 0-5 | 2-1 | 2-4 |
| Wellington Olympic          | 8-0 | 3-0 | 2-0 | 4-2 | 6-0 | 8-0  | 4-1 | -   | 4-2 | 3-5 |
| Wellington Phoenix Reserves | 2-1 | 2-0 | 1-6 | 2-1 | 3-2 | 2-1  | 2-2 | 3-5 | -   | 0-1 |
| Western Suburbs             | 5-1 | 2-1 | 1-2 | 2-0 | 2-1 | 5-1  | 2-3 | 0-1 | 2-1 | -   |

 Azul=vitória do time da casa; Amarelo=empate; Vermelho=vitória do time visitante 

#### Artilheiros
| Classificação | Jogador            | Clube              | Gols |
| ------------- | ------------------ | ------------------ | ---- |
| 1             | Oscar Faulds       | Napier City Rovers | 21   |
| 2             | Lucas Meek         | Western Suburbs    | 15   |
| 3             | Hamish Watson      | Wellington Olympic | 14   |
| 4             | Samuel Mason-Smith | Miramar Rangers    | 13   |
| 5             | Martin Bueno       | Miramar Rangers    | 11   |
| 5             | Jack O'Connor      | Petone             | 11   |
| 7             | Tomas Alvarado     | Waterside Karori   | 10   |
| 8             | Ben Mata           | Wellington Olympic | 8    |

### Liga Sul de 2024

#### Informações das equipes
Dez times competiram na liga - os nove melhores times da temporada anterior e o vencedor da repescagem da Southern League. A equipe promovida foi o University of Canterbury. Esta é a sua primeira temporada na Liga Sul, desde a reestruturação do futebol da Nova Zelândia em 2021. Eles substituíram o Green Island (rebaixado após três temporadas na Liga Sul).
| Equipe                   | Estádio               | Localização  | Resultado em 2023                                             |
| ------------------------ | --------------------- | ------------ | ------------------------------------------------------------- |
| Cashmere Technical       | Memorial Garrick Park | Christchurch | 2º                                                            |
| Christchurch United      | United Sports Centre  | Christchurch | 1º                                                            |
| Coastal Spirit           | Linfield Park         | Christchurch | 3º                                                            |
| Dunedin City Royals      | Football Turf         | Dunedin      | 4º                                                            |
| FC Twenty 11             | Avonhead Park         | Christchurch | 10º                                                           |
| Ferrymead Bays           | Ferrymead Park        | Christchurch | 5º                                                            |
| Nelson Suburbs           | Saxton Field          | Nelson       | 6º                                                            |
| Nomads United            | Tulett Park           | Christchurch | 7º                                                            |
| Selwyn United            | Foster Park           | Rolleston    | 9º                                                            |
| University of Canterbury | Ilam Fields           | Christchurch | 1º na Premier League do Continente (promovido via repescagem) |

#### Classificação
Atualizado em 7 de setembro de 2024
| Pos | Equipes                  | Pts | J  | V  | E | D  | GM | GS | SG  | Classificação ou rebaixamento                                         |
| --- | ------------------------ | --- | -- | -- | - | -- | -- | -- | --- | --------------------------------------------------------------------- |
| 1   | Cashmere Technical (C)   | 47  | 18 | 15 | 2 | 1  | 90 | 19 | +71 | Campeão da Liga Sul e classificado para a Liga Nacional               |
| 2   | Coastal Spirit (X)       | 45  | 18 | 14 | 3 | 1  | 59 | 17 | +42 | Classificado para a Liga Nacional                                     |
| 3   | Christchurch United      | 41  | 18 | 13 | 2 | 3  | 64 | 21 | +43 |                                                                       |
| 4   | Nelson Suburbs           | 29  | 17 | 8  | 5 | 4  | 52 | 39 | +13 |                                                                       |
| 5   | Ferrymead Bays           | 25  | 18 | 8  | 1 | 9  | 39 | 39 | 0   |                                                                       |
| 6   | Nomads United            | 24  | 18 | 7  | 3 | 8  | 27 | 31 | -4  |                                                                       |
| 7   | Dunedin City Royals      | 19  | 17 | 6  | 1 | 10 | 27 | 46 | -19 |                                                                       |
| 8   | Selwyn United            | 14  | 18 | 4  | 2 | 12 | 31 | 68 | -37 |                                                                       |
| 9   | University of Canterbury | 11  | 18 | 3  | 2 | 13 | 21 | 46 | -25 |                                                                       |
| 10  | FC Twenty 11 (R)         | 1   | 18 | 0  | 1 | 17 | 9  | 93 | -84 | Rebaixado para a FootballSouth Premier League/Mainland Premier League |

 (C) Campeão e classificado para a Liga Nacional  

 (X) Classificado para a Liga Nacional  

 (R) Rebaixado  

#### Confrontos
| Casa/Fora                | CT   | CU  | CS  | DC  | FT   | FB  | NS    | NU  | SU  | UC  |
| ------------------------ | ---- | --- | --- | --- | ---- | --- | ----- | --- | --- | --- |
| Cashmere Technical       | -    | 4-2 | 0-2 | 2-0 | 12-0 | 3-0 | 6-2   | 3-0 | 4-2 | 6-1 |
| Christchurch United      | 1-1  | -   | 2-3 | 5-0 | 11-0 | 2-3 | 4-0   | 3-0 | 9-0 | 4-3 |
| Coastal Spirit           | 4-4  | 0-1 | -   | 2-1 | 2-0  | 1-0 | 2-2   | 2-0 | 7-0 | 5-1 |
| Dunedin City Royals      | 1-5  | 1-3 | 0-5 | -   | 3-1  | 4-4 | [ a ] | 2-1 | 3-0 | 4-0 |
| FC Twenty 11             | 1-10 | 0-4 | 0-7 | 1-2 | -    | 1-4 | 0-9   | 0-5 | 2-5 | 1-6 |
| Ferrymead Bays           | 2-3  | 3-4 | 0-3 | 3-2 | 3-0  | -   | 2-3   | 1-3 | 3-2 | 1-0 |
| Nelson Suburbs           | 1-5  | 1-1 | 3-3 | 6-2 | 4-2  | 4-2 | -     | 2-2 | 4-4 | 5-1 |
| Nomads United            | 0-6  | 1-2 | 0-4 | 2-0 | 2-0  | 2-1 | 2-0   | -   | 4-1 | 1-2 |
| Selwyn United            | 0-8  | 1-5 | 2-5 | 5-0 | 4-0  | 2-4 | 0-5   | 1-1 | -   | 0-3 |
| University of Canterbury | 0-7  | 0-1 | 1-2 | 1-2 | 0-0  | 0-3 | 0-1   | 1-1 | 1-2 | -   |

 Azul=vitória do time da casa; Amarelo=empate; Vermelho=vitória do time visitante 
1. ↑  A partida foi cancelada pois o Nelson Suburbs não conseguiu pousar no aeroporto de Dunedin devido a condições climáticas adversas.

#### Artilheiros
| Classificação | Jogador                | Clube               | Gols |
| ------------- | ---------------------- | ------------------- | ---- |
| 1             | Garbhan Coughlan       | Cashmere Technical  | 26   |
| 2             | Alejandro Steinwascher | Coastal Spirit      | 19   |
| 2             | Joel Stevens           | Christchurch United | 19   |
| 4             | Trevin Myers           | Nelson Suburbs      | 13   |
| 5             | Lennon Whewell         | Nelson Suburbs      | 12   |
| 6             | David Yoo              | Christchurch United | 10   |
| 6             | Gabriel Gallaway       | Cashmere Technical  | 10   |
| 6             | Jack Hallahan          | Cashmere Technical  | 10   |

## Clubes classificados
Auckland City

Birkenhead United

Eastern Suburbs

Wellington Olympic

Wellington Phoenix Reserves

Existem 10 vagas para a Liga Nacional (4 para a Liga  Norte, 3 para a Liga Central mais o Wellington Phoenix e 2 para a Liga Sul).
| Associação                           | Equipe                      | Posição na Liga Regional | Participações | Melhor participação |
| ------------------------------------ | --------------------------- | ------------------------ | ------------- | ------------------- |
| Liga Norte (4 vagas)                 | Auckland City               | 1º                       | 2             | Campeão (2022)      |
| Liga Norte (4 vagas)                 | Western Springs             | 2º                       | Estreia       | Estreia             |
| Liga Norte (4 vagas)                 | Eastern Suburbs             | 3º                       | 1             | 4º (2022)           |
| Liga Norte (4 vagas)                 | Birkenhead United           | 4º                       | 1             | 4º (2023)           |
| Liga Central (3 vagas)               | Wellington Olympic          | 1º                       | 3             | Campeão (2023)      |
| Liga Central (3 vagas)               | Western Suburbs             | 2º                       | 1             | 5º (2021)           |
| Liga Central (3 vagas)               | Napier City Rovers          | 3º                       | 2             | 9º (2022, 2023)     |
| Liga Sul (2 vagas)                   | Cashmere Technical          | 1º                       | 3             | 3º (2021)           |
| Liga Sul (2 vagas)                   | Coastal Spirit              | 2º                       | Estreia       | Estreia             |
| Wellington Phoenix (vaga automática) | Wellington Phoenix Reserves | Classificação automática | 3             | 4º (2021)           |

## Liga Nacional

### Tabela do Campeonato
Atualizado em 24 de novembro de 2024
| Pos | Equipes                     | Pts | J | V | E | D | GM | GS | SG  | Classificação ou rebaixamento     |
| --- | --------------------------- | --- | - | - | - | - | -- | -- | --- | --------------------------------- |
| 1   | Birkenhead United           | 20  | 9 | 6 | 2 | 1 | 23 | 16 | +7  | Classificados para a Grande Final |
| 2   | Auckland City               | 19  | 9 | 6 | 1 | 2 | 20 | 10 | +10 | Classificados para a Grande Final |
| 3   | Western Springs             | 18  | 9 | 6 | 0 | 3 | 25 | 16 | +9  |                                   |
| 4   | Napier City Rovers          | 17  | 9 | 5 | 2 | 2 | 21 | 14 | +7  |                                   |
| 5   | Wellington Phoenix Reserves | 13  | 9 | 4 | 1 | 4 | 16 | 19 | -3  |                                   |
| 6   | Wellington Olympic          | 11  | 9 | 3 | 2 | 4 | 17 | 15 | +2  |                                   |
| 7   | Coastal Spirit              | 11  | 9 | 3 | 2 | 4 | 18 | 20 | -2  |                                   |
| 8   | Cashmere Technical          | 9   | 9 | 2 | 3 | 4 | 16 | 18 | -2  |                                   |
| 9   | Eastern Suburbs             | 5   | 9 | 1 | 2 | 6 | 8  | 17 | -9  |                                   |
| 10  | Western Suburbs             | 4   | 9 | 1 | 1 | 7 | 9  | 28 | -19 |                                   |

1. ↑  Wellington Phoenix Reserves não pode se classificar para a Grande Final.[11]

#### Confrontos
| Casa/Fora                   | AC  | BU  | CT  | CS  | ES  | NC  | WO  | WP  | WSP | WSU |
| --------------------------- | --- | --- | --- | --- | --- | --- | --- | --- | --- | --- |
| Auckland City               | -   | 3-1 | 1-1 | 5-1 |     |     | 3-4 |     | 1-2 |     |
| Birkenhead United           |     | -   |     | 2-1 |     | 4-2 |     | 4-2 |     | 3-3 |
| Cashmere Technical          |     | 1-2 | -   | 3-3 | 1-0 |     | 2-2 | 0-4 |     |     |
| Coastal Spirit              |     |     |     | -   | 2-1 | 1-3 | 0-0 |     |     | 5-0 |
| Eastern Suburbs             | 0-3 | 2-2 |     |     | -   | 2-2 |     |     | 0-1 | 0-2 |
| Napier City Rovers          | 0-1 |     | 2-1 |     |     | -   |     | 1-1 | 4-0 |     |
| Wellington Olympic          | 0-1 | 1-2 |     |     | 4-1 | 2-3 | -   |     |     | 4-1 |
| Wellington Phoenix Reserves |     |     |     | 0-3 | 0-2 |     | 3-1 | -   |     | 2-0 |
| Western Springs             |     | 1-3 | 4-3 | 6-2 |     |     | 2-3 | 5-0 | -   |     |
| Western Suburbs             | 1-2 |     | 0-4 |     |     | 2-4 |     |     | 0-4 | -   |

 Azul=vitória do time da casa; Amarelo=empate; Vermelho=vitória do time visitante 

#### Artilheiros
| Classificação | Jogador                | Clube              | Gols |
| ------------- | ---------------------- | ------------------ | ---- |
| 1             | Daniel Bunch           | Birkenhead United  | 8    |
| 1             | Garbhan Coughlan       | Cashmere Technical | 8    |
| 3             | Monty Patterson        | Birkenhead United  | 7    |
| 4             | Alejandro Steinwascher | Coastal Spirit     | 6    |
| 4             | David Yoo              | Coastal Spirit     | 6    |
| 4             | Myer Bevan             | Auckland City      | 6    |
| 4             | Oscar Faulds           | Napier City Rovers | 6    |
| 8             | Matt Ellis             | Western Springs    | 5    |
| 9             | Diversos jogadores     | Diversos jogadores | 4    |

### Grande Final
| 1 de dezembro de 2024 | Birkenhead United     | 1-2       | Auckland City                                     | Auckland                                                           |  |
| 16:00                 | - Monty Patterson 23' | Relatório | - Luke Jorgensen 44' (o.g.) - Angus Kilkolly 111' | Estádio: North Harbour Stadium Público: 4,972 Árbitro: Calvin Berg |  |